# Chwile (album Cisza jak ta)
Chwile – trzecie wydawnictwo zespołu Cisza jak ta grającego poezję śpiewaną.

## Lista utworów
1. "Chrystus Bieszczadzki" 3:51
2. "Chwile" 3:22
3. "Miłość w Cisnej" 2:58
4. "Lepszy czas" 4:50
5. "Ciebie szukałem" 3:46
6. "Góry" 5:24
7. "Kołysanka dla" 5:06
8. "Górskie opowieści" 4:38
9. "Nadzieja" 4:33
10. "Stary wrak" 3;57
11. "W naszym niebie" 5:24
12. "Cisza" 3:41

Łączny czas: 47:39

## Twórcy
Zespół Cisza jak ta w składzie:
- Ilona Karnicka – skrzypce
- Mariusz Skorupa – gitary, harmonijka
- Ola Kot – śpiew, przeszkadzajki
- Mariusz Borowiec – gitara, śpiew
- Darek Bądkowski – gitara basowa
- Agnieszka Sosnowska – flet poprzeczny, śpiew
- Michał Łangowski – śpiew